# Francis Alÿs
Francis Alÿs, född 22 augusti 1959 i Antwerpen i Belgien, är en belgisk-mexikansk arkitekt och performancekonstnär som arbetar i ett spann mellan konst, arkitektur och medverkan i sociala sammanhang. Han bor och arbetar i Mexico City.

## Utbildning
Francis Alÿs växte upp, under namnet Francis de Smedt, i Pajottenland, några mil utanför Bryssel, där hans far var domare. Han utbildade sig vid Arkitekturinstitutet i Tournai 1978–83 och  vid Instituto di Architettura i Venedig i Italien 1983–86, innan han flyttade till Mexico City 1986 som medlem i ett franskt återuppbyggnadsteam efter en jordbävning. Detta var en del av hans obligatoriska tjänstgöring i det belgiska civilförsvaret och han kom att arbeta under knappt två år med offentliga arbeten i Mexiko. Vid slutet av den perioden tog han namnet Alÿs.

## Performancekonst
Francis Alÿs konstnärliga verk berör flera olika uttrycksformer och innefattar ofta deltagande av artisten själv, dokumenterade i video, fotografier, skrift, målningar och tecknade filmer.
År 2004 gick Francis Alÿs längs den "gröna linjen" i Jerusalem med en perforerad burk grön färg så att färgen långsamt droppade ur burken till en kontinuerlig grön linje på marken. Verket Paradox of Praxis 1 (Sometimes Making Something Leads to Nothing) dokumenterar ett vidtagande på gatorna i Mexico City 1997. Filmen visar en enkel och till synes poänglös ansträngning, nämligen att förflytta ett stort isblock genom stadens gator i nio timmar tills det helt smält bort.
Mellan 2004 och 2005 samarbetade Francis Alÿs med den brittiska konstorganisationen Artangel i två projekt: "Seven Walks" och "The Nightwatch" på National Portrait Gallery i London, en installation vid vilken en vild räv med namnet Bandit släpptes fri i museet med sina strövtåg filmade av övervakningskameror.
I sitt mest kända verk, When Faith Moves Mountains (2002), rekryterade Francis Alÿs 500 frivilliga i Ventanilladistyriket utanför Lima i Peru. Var och en flyttade en skyffel med sand en bit i taget från ena sidan av en sanddyn till den andra, vilket innebar att de tillsammans flyttade hela sanddynens läge ett fåtal centimetrar.
I Manifesta 10 i Sankt Petersburg i Ryssland är Francis Alÿs bidrag en “road movie”, vilken slutar med att en bil av märket Lada kraschar i ett träd på borggården på Eremitaget.
Han fick Bonnefanten Award for Contemporary Art 2010.